# تيم كولينز
تيم كولينز (بالإنجليزية: Tim Collins)‏ هو مدير أمريكي، ولد في 8 أكتوبر 1956.

## وصلات خارجية
- تيم كولينز على موقع إن إن دي بي (الإنجليزية)